# Augustissimae Virginis Mariae
Augustissimae Virginis Mariae è un'enciclica di papa Leone XIII, datata 12 settembre 1897, sulla preghiera del Rosario.